# ماكس-1 (سفينة فضاء)
ماكس-1 هي سفينة فضاء مأهولة تقوم بتصنيعها شركة تصنيع فضائية للهواة تسمى «كوبنهاغن سبأوربيتال». تم تصميم الماكس-1 على نفس تصاميم برنامج ميركوري.
استعمل الالومينيوم في تصنيع الماكس-1 وتساعدها في الهبوط مظلة تنتشر من اعلى المركبة. ثبت باب الدخول والخروج فوق رأس رائد الفضاء ويمكن فتحه من الداخل والخارج بواسطة ثماني اسطوانات هيدروليكية.

## بيانات اساسية
- الكتلة: 350 kg (بما فيه وزن الرائد)
- الطول: 4 م
- قطر الدائرة: 64 سم
- الضغط الجوي الداخلي: 1 بار،
- الحجم المضغوط: تقريبا، 600 ليتر
- الحجم الغير مضغوط: غير معروف
- المظلات: 3 (1 مرساة + 1 للرائد + 1 اساسية)
- بيانات المظلة: مصلبة، بمساحة 145 سم مربع
- حماية الحرارة: غير معروف
- الاتصالات: غير معروف
- نظام المتابعة: غير معروف
- الطاقة الكهربائية: 12/24فولت تيار مباشر
- نظام التحكم: نظام IMU
- بروتوكول الترميز: RS422
- معلومات أخرى: مظلة خاصة للحالات الطارئة

## التسمية

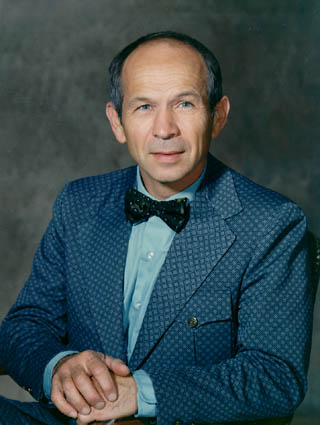
ماكسيم فاغت

سميت المركبة تيمنا بماكسيم فاغت مهندس المركبات الفضائية الاميريكي.

## روابط خارجية
- الموقع الرسمي